# Ligne de chemin de fer Pont-Saint-Martin - Gressoney
La ligne Pont-Saint-Martin - Gressoney est une ligne ferroviaire à voie étroite de 900 mm parcourant la vallée du Lys et n'ayant jamais été réalisée.

## Histoire
La société qui aurait dû créer une ligne de tramway électrifiée le long de la vallée du Lys est créée à Pont-Saint-Martin le 2 février 1910.
Le coût estimé s'élève à 1 400 000 lires, et le capital initial à 1 000 000 lires.
En 1916, le projet est soumis à l'administration communale de Gressoney-Saint-Jean, mais il ne sera jamais réalisé.

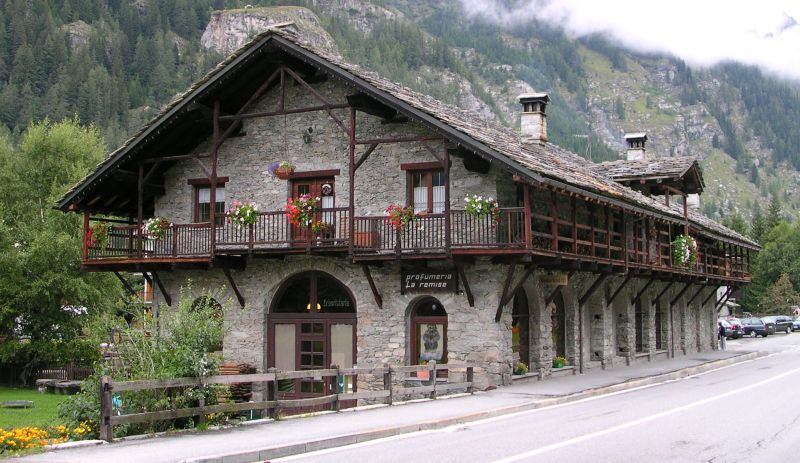
La Remise à Predeloasch.

Le seul témoignage de cette œuvre est le bâtiment dénommé la Remise, situé à Predeloasch, localité de Gressoney-Saint-Jean, près du Musée régional de la faune alpine, qui aurait dû constituer la gare tête de ligne.